# Cero negativo

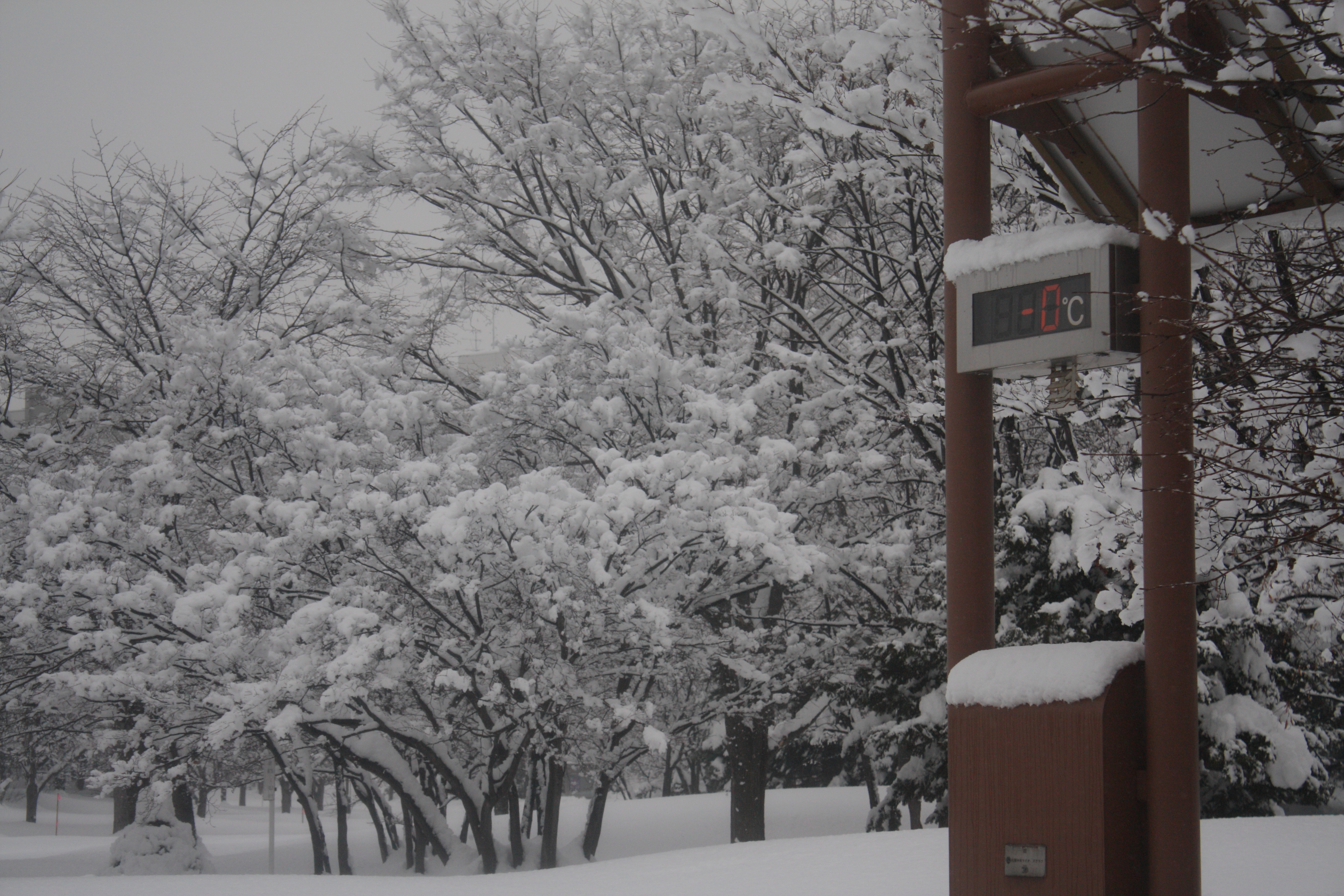
"Cero Negativo" en el termómetro callejero japonés.

El cero negativo es cero con un signo asociado. En aritmética ordinaria, el número 0 no tiene signo, de modo que −0, +0 y 0 son idénticos. Aun así, en informática, algunas representaciones numéricas permiten la existencia de dos ceros, a menudo denotados por −0 (cero negativo) y +0 (cero positivo). El número 0 generalmente se codifica como +0, pero puede ser representado como +0 o −0.

### Aritmética
La suma y la multiplicación son conmutativas, pero hay algunas reglas especiales que deben seguirse, lo que significa que es posible que no se apliquen las reglas matemáticas habituales para la simplificación algebraica. El signo {\displaystyle =} abajo (no se trata del operador de igualdad habitual) muestra los resultados de coma flotante obtenidos .
Siempre se sigue la regla habitual para los signos al multiplicar o dividir:
- - {\displaystyle (-0)\cdot \left|x\right|=-0\,\!} (para {\displaystyle x} siendo diferente de ±∞)
  - {\displaystyle {\frac {-0}{\left|x\right|}}=-0\,\!} (para {\displaystyle x} siendo diferente de +0)
  - {\displaystyle (-0)\cdot (-0)=+0\,\!}

Hay reglas especiales para sumar o restar el cero negativo:
- {\displaystyle x+(\pm 0)=x\,\!}
- {\displaystyle (-0)+(-0)=(-0)-(+0)=-0\,\!}
- {\displaystyle (+0)+(+0)=(+0)-(-0)=+0\,\!}
- {\displaystyle x-x=x+(-x)=+0\,\!}{\displaystyle x(-0)}

Debido al cero negativo (y también cuando el modo de redondeo es hacia arriba o hacia abajo), las expresiones {\displaystyle -(-(x-y)y-x(-x)-(-y))y(-(x-y)x)-(-y-x)}, para variables de coma flotante {\displaystyle xy-(x-y)}, no pueden ser reemplazadas por y − x.
Algunos otras reglas especiales:
- {\displaystyle \left|-0\right|=+0\,\!}
- {\displaystyle {\sqrt {-0}}=-0\,\!}[1]
- {\displaystyle {\frac {-0}{-\infty }}=+0\,\!}
- {\displaystyle {\frac {\left|x\right|}{-0}}=-\infty \,\!}{\displaystyle x}
- {\displaystyle {\pm 0}\times {\pm \infty }={\mbox{NaN}}\,\!}
- {\displaystyle {\frac {\pm 0}{\pm 0}}={\mbox{NaN}}\,\!}

## En técnicas estadísticas
En mecánica estadística, a veces se utilizan temperaturas negativas para describir sistemas con inversión de población, que se puede considerar que tienen una temperatura mayor que infinito positivo, porque el coeficiente de energía en la función de distribución de la población es −1/Temperatura.